# Nabrzeże

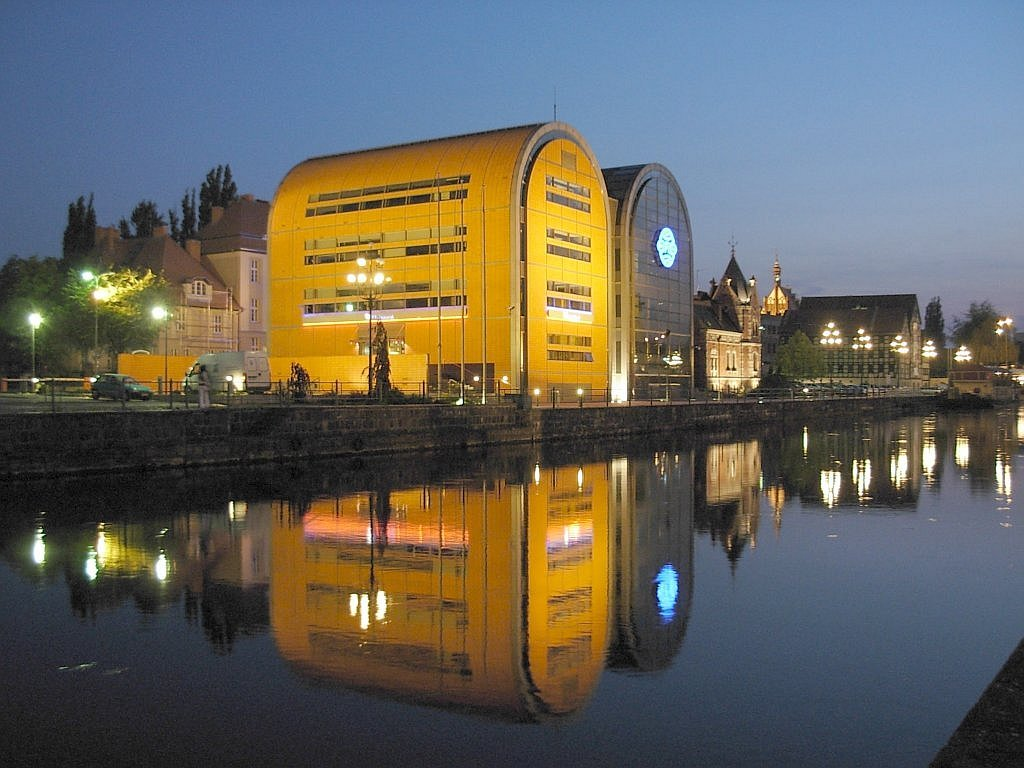
Nabrzeże Brdy w Bydgoszczy

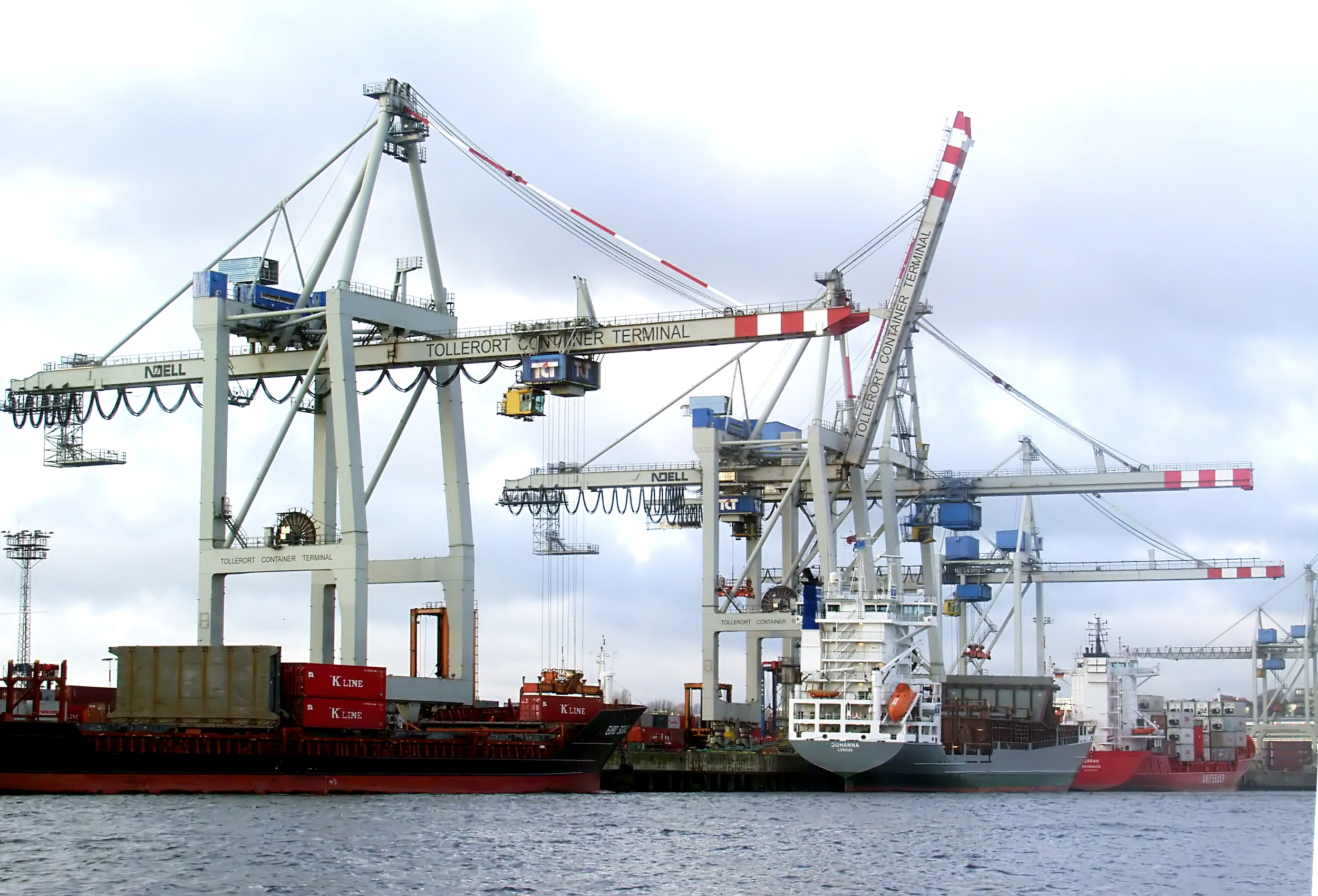
Nabrzeże kontenerowe w porcie Hamburg

Nabrzeże – linia brzegowa mola, pirsu lub kanału portowego wraz z przyległymi terenami portowymi, odpowiednio przystosowane (uzbrojone) do postoju i obsługi jednostek pływających. W żargonie marynarskim używa się też określenia keja.
Minimalne przystosowanie do postoju i obsługi to wyposażenie miejsca w polery do mocowania statków. Dodatkowo mogą być zainstalowane odbijacze, trapy, oświetlenie, przyłącza elektryczne i telefoniczne. Część nabrzeży jest wyposażona w rurociągi dostarczające na statek paliwo i wodę. Na nabrzeżach stoczniowych (remontowych) są zainstalowane dodatkowo instalacje sprężonego powietrza roboczego oraz tlenowo-acetylenowe.
Nabrzeża przeznaczone do przeładunku wyposaża się w zależności od towarów, jakie mają być przeładowywane. Spotyka się dźwigi różnej wielkości, suwnice kontenerowe, urządzenia do przeładunku towarów sypkich (taśmociągi, eżektory), rampy dla przeładunków ro-ro lub system rurociągów do obsługi zbiornikowców. Ze względu na ilość przeładowywanych towarów do miejsca rozładunku powinien być zapewniony dostęp samochodów oraz pociągów (nie dotyczy nabrzeży dla zbiornikowców i miejsc, gdzie przeładunek materiałów sypkich odbywa się przy pomocy taśmociągów).